# Wim den Boer (classicus)
Willem (Wim) den Boer (Rotterdam, 4 oktober 1914 - Leiden, 16 februari 1993) was een Nederlands classicus en hoogleraar Oude Geschiedenis aan de Rijksuniversiteit Leiden.
Den Boer werd in 1914 geboren als zoon van een Dordtse ingenieur en scheepsbouwer Willem den Boer. Het gezin was degelijk Nederlands-hervormd en Den Boer overwoog in Leiden godgeleerdheid te gaan studeren. Zijn vader vond de theologische opleiding in Leiden evenwel te vrijzinnig en aangezien Den Boer er niet voor voelde om naar de universiteit van Utrecht te gaan, werd als compromis besloten dat hij in Leiden klassieke talen zou doen. Hier promoveerde hij in 1940 bij B.A. van Groningen op het proefschrift De allegorese in het werk van Clemens Alexandrinus, niet toevallig dus een onderwerp op het raakvlak van de klassieke letteren en de theologie. Vervolgens werd hij conrector aan het Haags Christelijk Gymnasium. In 1946 werd hij benoemd tot buitengewoon hoogleraar aan de Rijksuniversiteit Leiden en drie jaar later gewoon hoogleraar.
Zijn theologische en historiografische belangstelling leidde tot een serie publicaties over de relatie tussen de antieke historiografie en het Bijbelse denken. Hij publiceerde in 1946 een monografie over de Godsdienst der Grieken, die vele jaren later nog een herdruk beleefde. In 1954 publiceerde hij een eerste monografie die op puur oudhistorisch terrein lag: Laconian Studies, waarin hij een scherpzinnige interpretatie van Herodotus en Plutarchus koppelde aan een grondige kennis over dit soort primitieve samenlevingen. In 1962 verscheen zijn Eros en Amor. Man en vrouw in Griekenland, waarin hij zocht af te rekenen met anachronistische beschouwingen over geslachtsverschillen. In 1972 kwam Some Minor Roman Historians uit, waarin hij een aantal minder bekende Romeinse historici voor het voetlicht bracht. Daarnaast publiceerde Den Boer meer dan honderd wetenschappelijke artikelen en meer dan tweehonderd boekrecensies. Van zijn verspreide geschriften verscheen in 1979 een bloemlezing onder de titel Syggrammata. Studies in Graeco-Roman History.
In 1969 werd Den Boer lid van de Koninklijke Nederlandse Akademie van Wetenschappen. Hij begeleidde meer dan twintig promoties en zes van zijn leerlingen werden zelf hoogleraar. Den Boer was daarnaast decaan van de Leidse Letterenfaculteit en rector magnificus van de universiteit.
- Biografisch Portaal: 37687130
- Digitale Bibliotheek voor de Nederlandse Letteren: boer063
- Gemeinsame Normdatei: 108567109
- International Standard Name Identifier: 0000 0001 1838 993X
- Library of Congress Control Number: n80008148
- Nationale Bibliotheek van Tsjechië: skuk0001749
- Nationale Bibliotheek van Israël: 987007258965705171
- Nederlandse Thesaurus van Auteursnamen: 068591748
- Istituto Centrale per il Catalogo Unico: SBLV114485
- Système universitaire de documentation: 060323876
- Virtual International Authority File: 169492412